# گروه کاربران

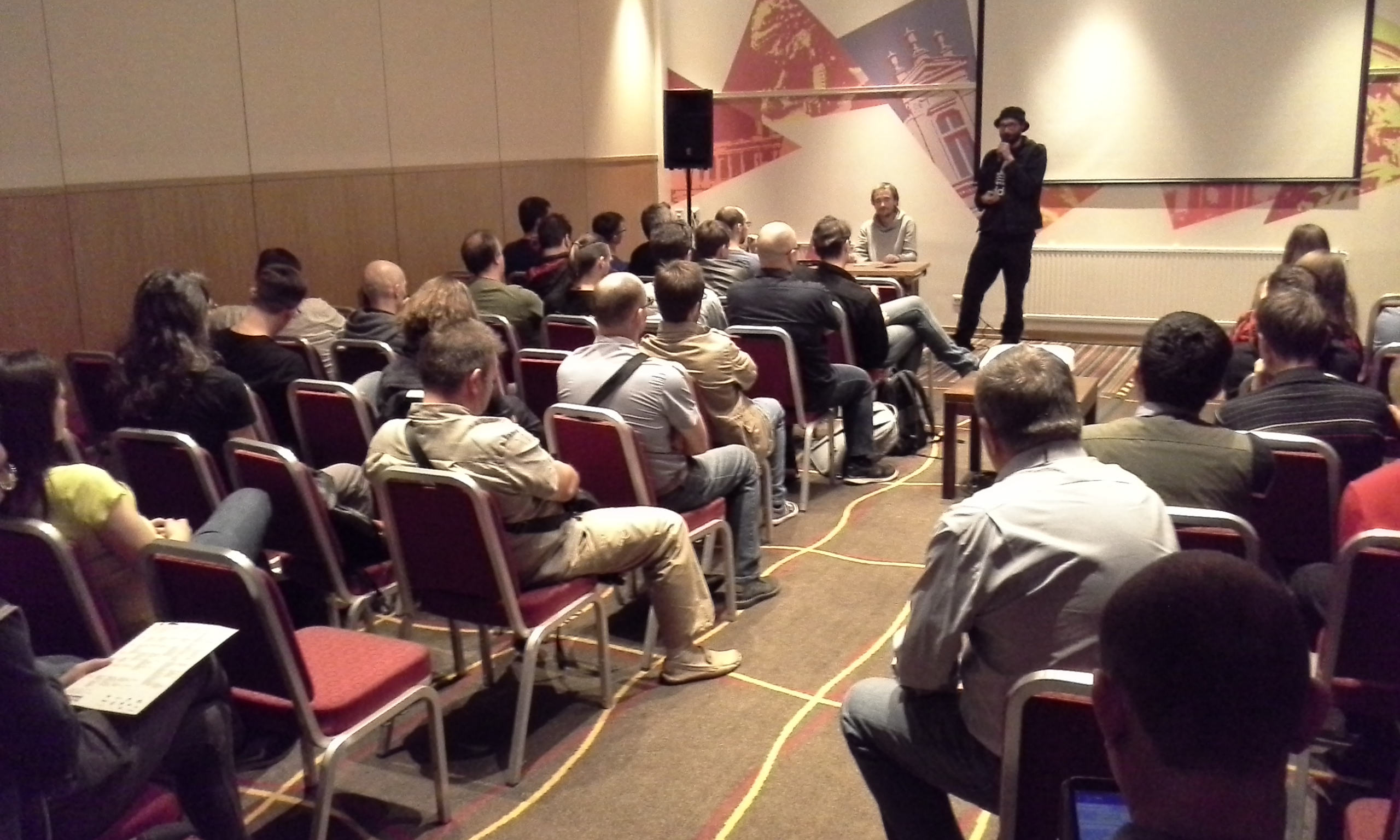

گروه کاربران (همچنین گروه کاربری ) نوعی باشگاه است که بر روی استفاده از یک فناوری خاص تمرکز دارد که معمولاً (اما نه همیشه) مربوط به رایانه است.
یک گروه کاربران ممکن است به اعضای خود (و گاهی اوقات عموم مردم نیز) یک یا چند سرویس زیر را ارائه دهد:
- جلسات دوره ای
- کنفرانس های سالانه یا کمتر متداول کاربران
- سخنرانی های عمومی
- یک خبرنامه
- کتابخانه ای از رسانه ها یا ابزارها
- یک بایگانی نرم افزار
- حضور آنلاین مانند BBS تلفنی یا وب سایت اینترنتی
- بازار دست دوم فروشی
- پشتیبانی فنی
- رویدادهای اجتماعی
- کد کمپ

گروه‌های کاربران ممکن است حول یک برند خاص از سخت‌افزار (مثلاً مک)، نرم‌افزار و سیستم‌های عامل (مثلا لینوکس) سازماندهی شوند.

## گروه کاربران رایانه
یک گروه کاربر رایانه (به نام باشگاه رایانه نیز شناخته می شود) گروهی از افرادیست که از استفاده‌ ریز رایانه ها یا رایانه های شخصی لذت می‌برند و به طور منظم برای بحث در مورد استفاده از رایانه، تبادل دانش و تجربه، شنیدن ارائه های تولیدکنندگان سخت افزار و ناشران نرم افزار و سایر فعالیت های مرتبط گرد هم می آیند. آنها ممکن است میزبان گروه های کاری با علاقه خاص باشند که اغلب بر یک جنبه خاص از رایانش تمرکز می کنند.
گروه های کاربر رایانه هم به صورت مجازی و هم در فضای هکرها با یکدیگر ملاقات می کنند. گروه های کاربر رایانه ممکن است از اعضایی تشکیل شوند که عمدتاً از یک سیستم عامل خاص مانند لینوکس استفاده می کنند. در حالی که بسیاری از هکرها از نرم افزارهای آزاد و متن باز استفاده می کنند، برخی دیگر از مکینتاش ، RISC OS ، ویندوز  و Amiga OS استفاده می کنند. همچنین گروه های کاربری دیگری نیز وجود دارند که بر روی سیستم عامل مک ( گروه کاربری مکینتاش یا MUG) یا لینوکس ( گروه کاربر لینوکس یا LUG) تمرکز می کنند.